# Gali Atari

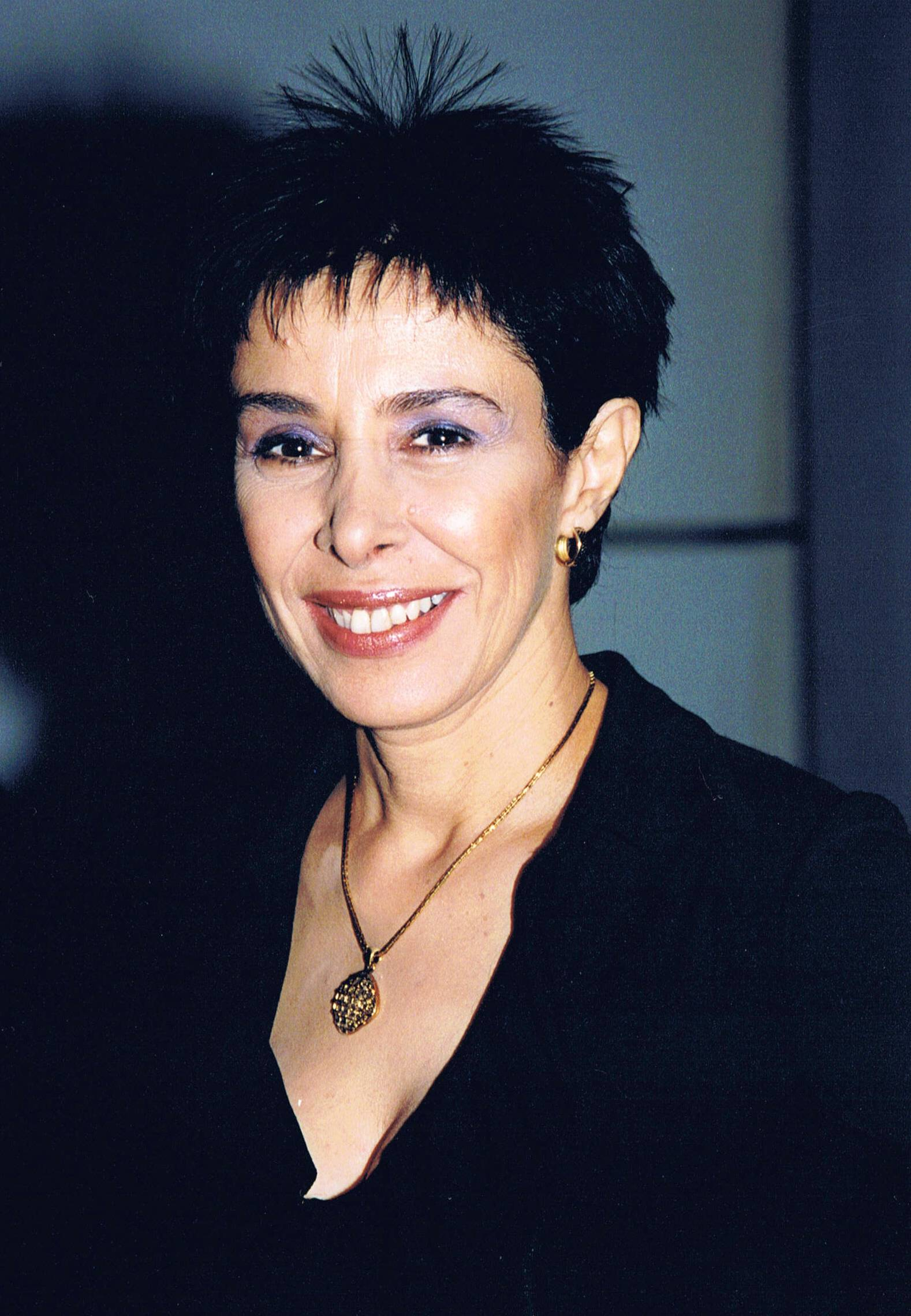
Gali Atari

Avigail „Gali“ Atari (hebräisch גלי עטרי; * 29. Dezember 1953 in Rechovot) ist eine israelische Sängerin und Schauspielerin. Internationale Bekanntheit erlangte sie im Jahr 1979 durch ihre Teilnahme am Eurovision Song Contest (ESC), den sie gemeinsam mit der israelischen Popgruppe Milk & Honey gewinnen konnte. In den 1980er und 1990er Jahren wurde sie mehrmals in Israel zur „Sängerin des Jahres“ gekürt. Sie hat mehr als 130 Lieder veröffentlicht und ihre Alben wurden in ihrem Heimatland mehrfach mit Silbernen und Goldenen Schallplatten ausgezeichnet.

## Leben

### Erste Auftritte als Sängerin und Schauspielerin
Gali Atari wurde als siebentes und jüngstes Kind jemenitisch-jüdischer Einwanderer im Sha'arayim-Viertel von Rechovot geboren. Ihr Vater Shalom war Kantor in einer Synagoge und starb, als sie vier Jahre alt war. Ihre Mutter Naomi nahm sich daraufhin allein der Erziehung der Kinder an und ließ sich später zur Sozialarbeiterin ausbilden. Bis zum Tod der Mutter sollte Atari ein enges Verhältnis zu dieser pflegen. Sie wuchs in bescheidenen Verhältnissen auf und besuchte ab dem sechsten Lebensjahr eine religiöse Schule. Drei Jahre später wechselte sie auf ein Internat. Atari beschrieb sich als scheues, dünnes Mädchen, das gerne Bücher las. Sie besuchte später ein städtisches Gymnasium in Tel Aviv. Aufgrund einer Überfülle an Rekruten wurde ihre Klasse vom obligatorischen israelischen Wehrdienst befreit. Ataris Berufswunsch, nach der Schule als Radiomoderatorin zu arbeiten, erfüllte sich nicht. Ihre Schwestern Shoshana „Shosh“ Atari (1950–2008) und Yona Atari (* 1934) sollten später ebenfalls erfolgreiche Karrieren als Radio- und Fernsehmoderatorin beziehungsweise Sängerin und Schauspielerin einschlagen. Ihr Bruder Yossi arbeitete als Wissenschaftler.
Ein befreundeter Musiker erkannte Ataris Gesangstalent, als sie 17 Jahre alt war und nahm mit ihr erste Lieder auf. International erstmals als Sängerin auf sich aufmerksam machte Atari 1971 mit dem Gewinn des World Popular Song Festival in Tokio, wo sie Israel unter anderem mit dem englischsprachigen Titel Give Love Away vertrat. Daraufhin übersiedelte sie mit 18 Jahren in die Vereinigten Staaten, wo sie unter anderem gemeinsam mit ihrer Schwester Yona Arbeit als Revuegirl in einem Off-Broadway-Musical fand und Auftritte in Clubs absolvierte. Um diese Zeit änderte sie ihren Vornamen von Avigail in Gali, ein Kosename, den sie von ihrer Schwester Shosh erhalten hatte. Ab 1974 entschloss sich Atari eine Karriere als Sängerin anzustreben und kehrte nach Israel zurück. Neben Auftritten auf Festivals moderierte sie zwischenzeitlich gemeinsam mit der später erfolgreichen Kabarettistin und Schauspielerin Hanna Laslo eine israelische Kindersendung und erschien in dem israelischen Fernsehfilm Stella (hebräisch סטלה). 1976 nahm Atari mit dem Song The Same Old Game, zu dem ihre Schwester Shosh den Text lieferte, ein weiteres Mal für Israel am japanischen World Popular Song Festival teil.
Nachdem der Erfolg als Sängerin und Schauspielerin ausblieb, verdiente sich Atari ab 1978 als Flugbegleiterin der israelischen Airline El Al ihren Lebensunterhalt. Wenig später gab sie mit dem Part der Mali in Avi Neshers Spielfilm Ha-Lahaḳah (englischsprachiger Titel: The Troupe) mit Gidi Gov ihr Debüt als Schauspielerin im israelischen Kino. Von der US-amerikanischen Kritikerin Janet Maslin (The New York Times) als „Chorus Line in Armeestiefeln“ betitelt, spielte der Film zur Zeit des Sechstagekriegs und erzählte die Geschichte einer Gruppe von Soldaten, die Israel bereist und die Armeemitglieder mit Musical-Nummern und Stand-up-Comedy zu unterhalten versucht. Ha-Lahaḳah war großer Erfolg in Israel beschieden, erreichte 570.000 Zuschauer und gilt heute als Kultfilm.
Noch im selben Jahr nahm Atari ihr erstes Album Nesich ha-Chalomot (dt. Der Traumprinz) auf und stellte die Arbeit als Flugbegleiterin ein. Ebenfalls im Jahr 1978 nahm sie mit dem gleichnamigen hebräischen Titel am israelischen Vorentscheid zum Eurovision Song Contest (ESC) teil. Nachdem die israelischen ESC-Beiträge bis 1977 intern bestimmt worden waren, griff die öffentlich-rechtliche Rundfunkanstalt IBA in diesem Jahr erstmals auf das traditionsreiche Festival Hazemer Vehapizmon (englisch Israeli Song Festival) zurück, um den nationalen Teilnehmer zu bestimmen. Beim Sieg des späteren ESC-Gewinners Izhar Cohen belegte Atari mit Nesich ha-Chalomot einen dritten Platz.

### Sieg beim Eurovision Song Contest
1979 stellte sich der internationale Erfolg als Sängerin ein. Atari und die extra für den europäischen Gesangswettbewerb zusammengesetzte Band Milk & Honey (hebräisch חלב ודבש, Halav u-devash) um Reuven Gvirtz, Yehuda Tamir und Shmulik Bilu konnten mit dem Titel Hallelujah den israelischen ESC-Vorentscheid mit großem Vorsprung für sich entscheiden. Im Vorjahr war der Song von der israelischen Gruppe Hakol Over Habibi noch abgelehnt worden. Die hebräischsprachige Ballade, komponiert von Kobi Oshrat und getextet von Shimrit Orr, beinhaltete alle Elemente des Eurovisionsrezepts. Zwar wies das Musikstück keinen Refrain auf, verfügte aber über ein einprägsames, „internationales“ Wort, das sich in fast jeder Zeile wiederholte sowie über eine kurze symmetrische Melodie von sechzehn Takten, die durch beständige Änderungen in der Struktur zu einem Höhepunkt aufbaute. Mit dem Lied gewannen Gali Atari & Milk and Honey den 24. Eurovision Song Contest in Jerusalem vor der Spanierin Betty Missiego und der früheren ESC-Gewinnerin Anne-Marie David aus Frankreich.
Hallelujah entwickelte sich zum internationalen Erfolgshit, wurde von Atari und Milk & Honey in verschiedenen Sprachen aufgenommen und verkaufte sich über 4,5 Mio. Mal in Europa. In den britischen Singlecharts konnte sich der Titel acht Wochen lang behaupten, wo dieser Platz fünf erreichte (teilweise erschien Ataris Name nicht auf den verkauften Tonträgern von Polydor). Obwohl die Bundesrepublik Deutschland beim Eurovision Song Contest keine Punkte an den israelischen Beitrag vergeben hatte, hielt sich der Titel 30 Wochen in den deutschen Airplay-Charts, wo dieser Platz eins erreichte sowie Platz elf in den Verkaufscharts.
Insgesamt gingen Atari und die Bandmitglieder von Milk & Honey 18 Monate lang mit ihrem Siegersong auf eine internationale Tournee und bereiteten weitere Songs in Englisch, Deutsch und Französisch vor. Währenddessen sollte das Israeli Song Festival ab 1981 – nachdem es zwei internationale ESC-Sieger hervorgebracht hatte – unter der Bezeichnung Kdam Eurovision mit Erfolg als israelischer Vorentscheid für den ESC weitergeführt werden.
Nach dem Sieg beim Eurovision Song Contest wurde Atari in Israel zur Sängerin des Jahres gekürt, Hallelujah zum Song des Jahres. Für ihre Rolle als talentierte aber unsichere Sängerin in Ha-Lahaḳah erhielt sie ebenfalls eine Auszeichnung. Atari erschien daraufhin erneut unter der Regie Avi Neshers in der Teenager-Komödie Drei unter'm Dach (1979) neben Gidi Gov und Meir Suissa. 1980 brach die Formation „Gali Atari & Milk and Honey“ wegen Vertragsstreitigkeiten mit dem Management auseinander. Die gerichtliche Auseinandersetzung, bei der es um unterschlagene Einnahmen ging und die Atari schließlich gewann, sollte sich bis 1994 hinziehen.

### Wiederaufnahme der Solokarriere

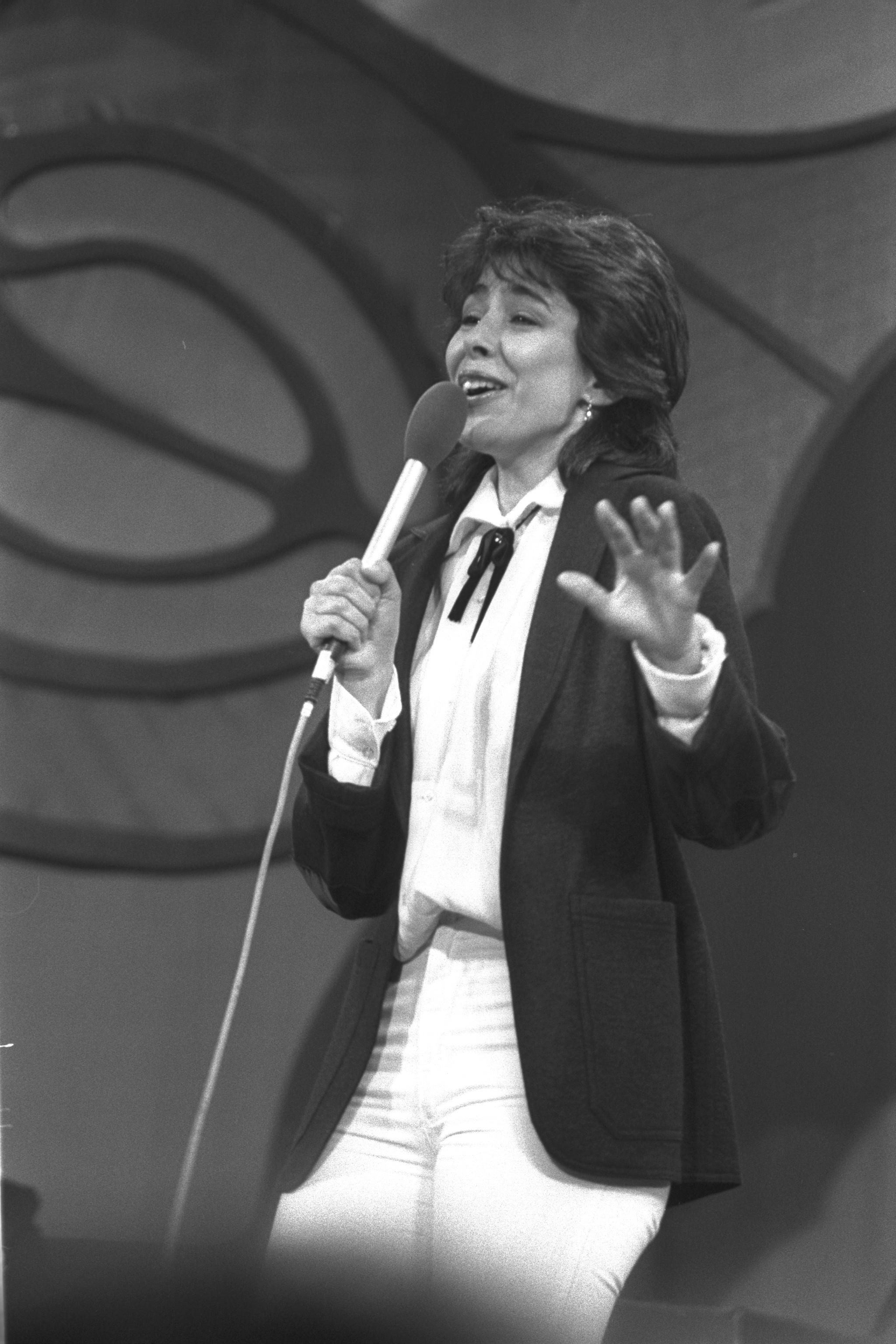
Atari im Jahr 1981

Nach der Trennung von der Gruppe Milk & Honey verfolgte Atari ab 1981 wieder eine Solokarriere als Sängerin. Sie veröffentlichte ihr zweites Album Qach oti ha-Baita (dt. „Hol' mich nach Hause“), das sich in ihrer Heimat 13.000 Mal verkaufte und ihr die Auszeichnungen für die beste israelische Sängerin und die beste Produktion des Jahres einbrachten. In den folgenden Jahren begann Atari mit am Rockmusik orientierten Arrangeuren und Produzenten zu arbeiten. Dies mündete 1986 in das erfolgreiche Album Emtza September (dt. „Mitte September“), produziert von Ilan Virtzberg und Yaakov Gilad. Mit Soft-Rock-Arrangements versuchte sich Atari von ihrem Eurovisionsimage zu lösen und hoffte, ähnlich wie die ESC-Teilnehmerinnen Jardena Arasi und Ofra Haza, dass ihr Pop-Image damit an künstlerischer Glaubwürdigkeit, Seriosität und persönlicher Authentizität gewinnen könnte. „Nach dem großen Erfolg von ‚Halleluyah‘ gab es ein Tief [...] Ich versuchte vom Eurovisionsimage wegzukommen. Ich wurde als Sängerin für die komplette Familie angesehen, die unaufgewühlte Lieder singt – und plötzlich Rock ’n’ Roll. Ich wollte von diesem künstlichen Image befreit werden [...] Ich würde diese Art von Songs heute nicht mehr aufnehmen“, so Atari im Oktober 1987 im Gespräch mit der israelischen Tageszeitung Hadashot.
1988 folgte das hebräischsprachige Album Tza'ad echad liphne ha-Nahar (dt. Ein Schritt vor dem Fluß), das mit über 80.000 Verkäufen zum Album des Jahres in Israel gekürt wurde. Ambitionen, als Songwriterin tätig zu werden, hatte Atari nicht und sie arbeitete bei Be-reschit (1989; dt./en. Genesis) mit der Texterin Rahel Shapira zusammen. Dieses Album sollte sich 15.000 Mal in Israel verkaufen. „Es gibt Sänger die schreiben und jene, die das nicht tun, und ich weiß, ich wurde nicht geboren um zu schreiben [...] ich wurde geboren um Sängerin zu sein“, so Atari 1989 in einem Interview mit der Jerusalem Post.
Anfang der 1990er Jahre hatte Atari mit persönlichen Schicksalsschlägen zu kämpfen. Ihre Mutter starb und ihre Hochzeit mit einem Privatdetektiv, der 1993 zu einer sechsmonatigen Gefängnisstrafe verurteilt werden sollte, wurde von der hebräischen Boulevardpresse aufgegriffen. Gleichzeitig trennte sie sich nach fünf Jahren von ihrem Manager Solo Yorman und wurde von Lilian Shutz unter Vertrag genommen, die normalerweise Schauspieler und Opernsänger zu ihren Klienten zählte. Auch wenn sie sich nicht als Rockmusikerin in ihrem Heimatland etablieren konnte und dynamische Bühnenperformances oder Werbeverträge ausblieben, fand sie ihre Nische im Mainstream-Pop und veröffentlichte regelmäßig Tonträger, die vordere Plätze in den israelischen Verkaufscharts belegten. Die 1991 veröffentlichte Kompilation Raq etmol (dt. „Erst gestern“) erreichte mit 20.000 verkauften Tonträgern die Goldene Schallplatte. Ebenso gut verkaufte sich das Album Ba-jom sche-achare (dt. Am Tag danach), für das Atari 1992 erneut zur Sängerin des Jahres in Israel gekürt wurde.
Obwohl Atari an den internationalen Erfolg von Hallelujah (lange Zeit nahm sie den Song aus ihrem Repertoire) nicht anknüpfen konnte, ist sie bis heute als prominentes Mitglied in der israelischen Musikszene aktiv („Der Gesang ist in meinen Knochen und meiner Seele und meinem Bauch“). Neben diversen Auszeichnungen als Sängerin des Jahres und dem Gewinn von Silbernen und Goldenen Schallplatten veröffentlichte sie bis 2001 über 130 Lieder. Die aus der gleichnamigen Show entstandene Kompilation Ha-Schirim, sche-javi'u lachem Ahava (dt. Die Lieder, die Euch Liebe bringen) verkaufte sich im selben Jahr über 30.000 Mal, ihr zehntes Studioalbum Chabeq oti le'at (dt. Umarme mich sanft) 15.000 Mal.
2004 trat Atari in den USA gemeinsam mit dem Pianisten Marvin Goldstein und der kanadisch-arabischen Sängerin Najwa Gibran im Rahmen einer Konzertreihe unter dem Titel Peace With Music auf. Mit Goldstein und Gibran sollten zwei Jahre später weitere Auftritte in Haifa und Jerusalem folgen. 2008 veröffentlichte sie ihr zwölftes Album Ben ha-Esch u-ven ha-Majim (dt. Zwischen Feuer und Wasser), das sie ihrer im selben Jahr verstorbenen Schwester Shosh widmete und von Sagiv Cohen getextet und komponiert wurde. Ein Jahr später folgte ein Best-Of-Album, während sich ihr Song Stav Yisraeli (dt. Ein israelischer Herbst) in den israelischen Radioplaylists platzieren konnte.
Atari kehrte 2019 und 2020 zum Eurovision Song Contest zurück. Beim Eurovision Song Contest 2019 in Tel Aviv sang sie während der Pause im Finale Hallelujah zusammen mit Måns Zelmerlöw (Sieger 2016), Conchita Wurst (Siegerin 2014), Eleni Foureira (2. Platz 2018) und Verka Serduchka (2. Platz 2007). Beim Eurovision Song Contest 2020 wurde für die alternative Sondersendung Eurovision: Europe Shine a Light ein vorbereitetes Musikvideo von Atari gezeigt. Darin sang sie vor der Kulisse der Davidszitadelle erneut ihren ESC-Gewinnersong, dieses Mal mit Kindern des Junior Eurovision Song Contests.
Gali Atari lebt in Tel Aviv und ist Mutter einer Tochter (* Juli 1996). Sie war bis 1994 fünf Jahre lang mit dem Privatdetektiv Udi Hershovicz verheiratet, einem früheren Mitarbeiter des israelischen Geheimdiensts Shin Bet. Sporadisch tritt sie als Schauspielerin im israelischen Film und Fernsehen in Erscheinung. Seit 1999 ist sie mit dem Gastronom Yoram Erzine liiert.

## Diskografie

### Soloalben
- 1978: Nesich ha-Chalomot (hebräisch נסיך החלומות) (dt. „Der Traumprinz“)
- 1981: Qach oti ha-Baita (hebräisch קח אותי הביתה) (dt. „Hol’ mich nach Hause“)
- 1984: Mamri’a ba-ruach (hebräisch ממריאה ברוח) (dt. „Abhebend mit dem Wind“)
- 1986: Emtza September (hebräisch אמצע ספטמבר) (dt. „Mitte September“)
- 1988: Tza’ad echad liphne ha-Nahar (hebräisch צעד אחד לפני הנהר) (dt. „Ein Schritt vor dem Fluß“)
- 1989: Be-reschit (hebräisch בראשית) (dt. „Im Anfang“ / „Genesis“)
- 1991: Raq etmol (hebräisch רק אתמול) (dt. „Erst gestern“)
- 1992: Ba-jom sche-achare (hebräisch ביום שאחרי) (dt. „Am Tag danach“)
- 1994: Simanim (hebräisch סימנים) (dt. „Zeichen“)
- 1998: Glida (hebräisch גלידה) (dt. „Eis“)
- 2003: Chabeq oti le’at (hebräisch חבק אותי לאט) (dt. „Umarme mich sanft“)
- 2008: Ben ha-Esch u-ven ha-Majim (hebräisch בין האש ובין המים) (dt. „Zwischen Feuer und Wasser“)
- 2015: Ahava Lemerchakim Arukim (hebräisch אהבה למרחקים ארוכים)

### Kompilationen
- 1991: Raq etmol (hebräisch רק אתמול) (dt. „Erst gestern“)
- 2001: Ha-Schirim, sche-javi’u lachem Ahava (hebräisch השירים שיביאו לכם אהבה) (dt. „Die Lieder, die Euch Liebe bringen“)
- 2009: Ha-Metav (hebräisch המיטב) (dt. „Das Beste“)

### Singles (Auswahl)
- 1978: יש לך שמש
- 1978: נסיך החלומות
- 1979: Hallelujah (mit Milk & Honey)
- 1991: דרך ארוכה
- 1992: חזקה מהרוח
- 2003: מה שאת אוהבת
- 2008: מהמרחקים (mit Sagiv Cohen)

## Filmografie (Auswahl)
- 1978: Ha-Lahaḳah (hebräisch הלהקה) – Regie: Avi Nesher
- 1979: Drei unter’m Dach (Originaltitel: Dizengoff 99, hebräisch דיזנגוף 99) – Regie: Avi Nesher
- 1985: Shovrim (hebräisch שוברים) – Regie: Avi Nesher
- 1999: Mishpachat Azany (Fernsehserie)